# Domenico Battaglia
Domenico Battaglia (ur. 20 stycznia 1963 w Satriano) – włoski duchowny rzymskokatolicki, biskup diecezjalny Cerreto Sannita-Telese-Sant’Agata de’ Goti w latach 2016–2020, arcybiskup metropolita Neapolu od 2021, kardynał prezbiter od 2024.

## Życiorys
Święcenia kapłańskie otrzymał 6 lutego 1988 i został inkardynowany do archidiecezji Catanzaro-Squillace. Pracował głównie jako duszpasterz parafialny, był także m.in. rektorem niższego seminarium w Catanzaro, dyrektorem centrum terapeutycznego oraz przewodniczącym krajowej federacji terapeutów katolickich.
24 czerwca 2016 papież Franciszek mianował go ordynariuszem diecezji Cerreto Sannita-Telese-Sant’Agata de’ Goti. Sakry udzielił mu 3 września 2016 metropolita Catanzaro - arcybiskup Vincenzo Bertolone.
12 grudnia 2020 papież Franciszek przeniósł go na urząd arcybiskupa metropolity Neapolu. Ingres do katedry w Neapolu odbył 2 lutego 2021.
4 listopada 2024 Biuro Prasowe Stolicy Świętej poinformowało, że papież Franciszek włączył go do grona kardynałów, których kreuje podczas konsystorza. 7 grudnia 2024 został kreowany kardynałem prezbiterem kościoła św. Marka na Agro Laurentino. Brał udział w konklawe 2025, które wybrało papieża Leona XIV.